# Marcia Frederick
Marcia Frederick (Springfield, 4 de janeiro de 1963) é uma ex-ginasta norte-americana que competiu em provas de ginástica artística.
Marcia fora a primeira ginasta norte-americana a conquistar uma medalha de ouro em uma edição de Mundial; ocorrido em 1978, na cidade de Estrasburgo.

## Carreira
Iniciando no desporto aos nove anos de idade, sob os cuidados de Leo Leger, mudou-se aos doze, para a cidade de Milford, passando a treinar com Muriel Grossfeld. Aos quinze anos, disputou seu primeiro evento nacional de grande porte, participando do Campeonato Nacional Americano; no qual conquistou a medalha de ouro nas barras assimétricas. Ainda em 1978, competiu no Mundial de Estrasburgo. Nele, tornou-se a primeira ginasta norte-americana a conquistar uma medalha de ouro em uma edição do Mundial, sendo medalhista de ouro nas barras assimétricas; a soviética Elena Mukhina e a romena Emilia Eberle, prata e bronze, respectivamente, completaram o pódio do evento.
No ano posterior, competindo no Nacional Americano, somou 19,350 pontos nas paralelas assimétricas e encerrou com a medalha de ouro, empatada com a companheira de seleção Tracee Talavera. Em 1980, fora novamente campeã nas barras assimétricas no Nacional Americano, somando 19,950 pontos. Prejudicada pelo boicote americano aos Jogos Olímpicos de Moscou, em 1980, a ginasta anunciou oficialmente sua aposentadoria do desporto. Após, Marcia passou a dedicar-se a carreira de atriz. Em 1984, apareceu no papel de Nadia Comaneci, no filme Nadia. A ex-atleta ainda foi destaque em programas para a tv e capas de revista. Em 1995, fora inserida no U.S Gymnastics Hall of Fame.

## Principais resultados
| Ano  | Evento                                    | AA | Equipe | Salto sobre o cavalo | Trave | Barras assimétricas | Solo |
| ---- | ----------------------------------------- | -- | ------ | -------------------- | ----- | ------------------- | ---- |
| 1978 | Campeonato Nacional Americano             |    |        |                      |       | Medalha de ouro     |      |
| 1978 | Campeonato Mundial de Ginástica Artística |    |        |                      |       | Medalha de ouro     |      |
| 1979 | Campeonato Nacional Americano             |    |        |                      |       | Medalha de ouro     |      |
| 1980 | Campeonato Nacional Americano             |    |        |                      | 5º    | Medalha de ouro     |      |